# Canton de Grancey-le-Château-Neuvelle
Le canton de Grancey-le-Château-Neuvelle était une division administrative française située dans le département de la Côte-d'Or et la région Bourgogne-Franche-Comté.

## Géographie
Ce canton était organisé autour de Grancey-le-Château-Neuvelle dans l'arrondissement de Dijon. Son altitude variait de 299 m (Cussey-les-Forges) à 527 m (Salives) pour une altitude moyenne de 389 m.

## Histoire
- De 1833 à 1848, les cantons de Grancey et de Selongey avaient le même conseiller général. Le nombre de conseillers généraux était limité à 30 par département.

## Représentation

### Conseillers généraux de 1833 à 2015
| Période | Période          | Identité                                                      | Étiquette          | Qualité |
| ------- | ---------------- | ------------------------------------------------------------- | ------------------ | --- |
| 1833    | 1839             | François Bony                                                 |                    | Maréchal de camp en retraite, ancien colonel de la Garde nationale domicilié à Selongey                        |
| 1839    | 1848             | Etienne François Muteau                                       | Centre gauche      | Conseiller à la Cour de Dijon Député (1834-1848)                                                               |
| 1848    | 1852             | François Didier Ally                                          |                    | Ancien notaire et juge de paix, maire de Grancey-le-Château (1831-1838), conseiller d'arrondissement           |
| 1852    | 1864             | Marie François Ernest de Mandat, Comte de Grancey (1808-1887) |                    | Propriétaire à Grancey-le-Château                                                                              |
| 1864    | 1888 (décès)     | Émile Ally                                                    | Droite             | Avocat à Dijon                                                                                                 |
| 1888    | 1907             | Gilbert Nourissat                                             | Républicain rallié | Bâtonnier de l'Ordre des Avocats, Dijon                                                                        |
| 1907    | 1925             | Alphonse Déclerc                                              | Rad.               | Ancien trésorier de la caisse d'épargne de Langres Busserotte                                                  |
| 1925    | 1940             | Emile Nourissat                                               | URD                | Notaire à Dijon Nommé conseiller départemental en 1942                                                         |
|         |                  |                                                               |                    | |
| 1945    | 1967             | Maurice Garnier (1901-1985)                                   | Rad.               | Cultivateur Maire de Fraignot-et-Vesvrotte                                                                     |
| 1967    | 1979             | Henri Belime (1908-1997)                                      | UDR puis RPR       | Instituteur puis boulanger, maire de Grancey-le-Château                                                        |
| 1979    | 1985 (décès)     | Maurice Garnier                                               | PS                 | Maire de Fraignot-et-Vesvrotte                                                                                 |
| 1985    | 1998             | Michel Roussel                                                | RPR                | Agriculteur céréalier à Grancey-le-Château                                                                     |
| 1998    | 2014 (démission) | Alain Houpert                                                 | DVD puis UMP       | Médecin radiologue Maire de Salives (1995-2014) Conseiller municipal de Dijon depuis 2014 Sénateur depuis 2008 |
| 2014    | 2015             | Marie-Claude Lhomme                                           | DVD                | Ancienne adjointe au maire de Busserotte-et-Montenaille                                                        |

### Conseillers d'arrondissement (de 1833 à 1940)
| Période                                  | Période | Identité              | Étiquette   | Qualité |
| ---------------------------------------- | ------- | --------------------- | ----------- | --- |
| 1833                                     | 1848    | François Didier Ally  |             | Ancien notaire et juge de paix, maire de Grancey-le-Château (1831-1838)                                     |
| 1848                                     | 1864    | Edme Despiotte        |             | Docteur en médecine à Grancey-le-Château                                                                    |
| 1864                                     | 1870    | Alexandre Gardien     |             | Propriétaire à Grancey-le-Château                                                                           |
| 1870                                     | 1877    | Nicolas Claude Renard | Démocrate   | Notaire à Grancey-le-Château                                                                                |
| 1877                                     | 1883    | Amédée Mallard        | Républicain | Propriétaire au Meix                                                                                        |
| 1883                                     | 1895    | Rémi Théodore Granvot |             | Greffier de la justice de paix à Grancey-le-Château                                                         |
| 1895                                     | 1901    | Léon Tresse           |             | Agriculteur, maire d'Avot                                                                                   |
| 1901                                     | 1910    | Alban Morisot         |             | Maire de Grancey-le-Château                                                                                 |
| 1910                                     | 1940    | Lucien Maillard       |             | Cultivateur, maire de Bussières                                                                             |
| 1940                                     |         |                       |             | Les conseils d'arrondissement ont été suspendus par la loi du 12 octobre 1940 et n'ont jamais été réactivés |
| Les données manquantes sont à compléter. |         |                       |             | |

## Composition
Le canton de Grancey-le-Château-Neuvelle regroupait 10 communes :
| Communes                    | Population (2012) | Code postal | Code Insee |
| --------------------------- | ----------------- | ----------- | ---------- |
| Avot                        | 141               | 21580       | 21041      |
| Barjon                      | 37                | 21580       | 21049      |
| Busserotte-et-Montenaille   | 30                | 21580       | 21118      |
| Bussières                   | 47                | 21580       | 21119      |
| Courlon                     | 50                | 21580       | 21207      |
| Cussey-les-Forges           | 115               | 21580       | 21220      |
| Fraignot-et-Vesvrotte       | 78                | 21580       | 21283      |
| Grancey-le-Château-Neuvelle | 292               | 21580       | 21304      |
| Le Meix                     | 51                | 21580       | 21400      |
| Salives                     | 232               | 21580       | 21579      |

## Démographie
| 1975  | 1982  | 1990  | 1999  | 2006  | 2011  | 2012  |
| ----- | ----- | ----- | ----- | ----- | ----- | ----- |
| 1 242 | 1 054 | 1 003 | 1 073 | 1 075 | 1 134 | 1 112 |